# Райавтодор
Райавтодор — упразднённое село в Целиноградском районе Акмолинской области. На момент упразднения являлось административным центром Коктальского сельского округа. В 2000 году включено в состав города Астана и исключено из учётных данных

## География
Располагалось северо-западу от перекрестка проспекта Тлендиева и улицы Коктал в жилом массиве Коктал-2 в Сарыаркинском районе города Астана.

## История
В переписи 1959 года населенный пункт учтен, как село Дорожное (райавтодор).
Указом Президента Республики Казахстан «Об изменении границ города Астаны» от 8 августа 2000 года часть населённых пунктов района, в том числе село Райавтодор, были включены в административно-территориальные границы города Астана..

## Население
В 1989 году население села составляло 267 человек. Национальный состав: русские — 57 %. По данным переписи 1999 года, в селе проживало 292 человека, в том числе 144 мужчины и 148 женщин.